# Petra Matěchová
Petra Matěchová (* 8. prosince 1971) je bývalá československá sáňkařka.

## Sportovní kariéra
Na XVI. ZOH v Albertville 1992 skončila v závodě jednotlivců na 17. místě.